# Didier Dheedene
Didier Dheedene, né le 22 janvier 1972 à Anvers en Belgique, est un footballeur international belge qui joue au poste de défenseur.

## Biographie
Il a longtemps évolué comme arrière latéral gauche puis comme défenseur central (en fin de carrière notamment). Il a débuté chez les professionnels en 1990 au KFC Germinal Ekeren. Avec cette équipe, il participe à deux finales de Coupe de Belgique : l'une perdue en 1995 et l'autre gagnée en 1997 contre son futur club, le Sporting d'Anderlecht.
Il rejoint le club bruxellois l'année suivante où il complète son palmarès par deux titres de champion de Belgique en 2000 et 2001. Il a également participé à la fameuse épopée européenne du Sporting en Ligue des champions lors de la saison 2000-2001. Il inscrivit, notamment, l'unique but du match face au PSV Eindhoven en phase de groupe.
Cette fabuleuse saison lui vaudra un transfert vers Allemagne au TSV Munich 1860. Il n'évolua qu'une saison en Bundesliga.
Il rejoint ensuite l'Austria de Vienne en 2002. En Autriche, il remporte cinq titres majeurs : trois coupes et deux championnats. 
Parallèlement, il a une carrière internationale avec les Diables Rouges : il joue 12 rencontres avec l'équipe nationale, de 2001 à 2004. Mais il était en concurrence au poste d'arrière gauche avec des joueurs comme Nico Van Kerckhoven, Peter Van Der Heyden et Philippe Léonard.
Il revient en Belgique en 2006 et termine sa carrière de haut niveau dans le club de ses débuts professionnels devenu le KFC Germinal Beerschot.
En 2009, il part dans le club de Division 3, le R Cappellen FC, où il joue encore une saison avant de mettre un terme définitif à sa carrière.

## Palmarès
- International belge A de 2001 à 2004 (12 sélections)
- Champion de Belgique en 2000 et 2001 avec le RSC Anderlecht
- Vainqueur de la Coupe de Belgique en 1997 avec le KFC Germinal Ekeren
- Vainqueur de la Supercoupe de Belgique en 2000 et 2001 avec le RSC Anderlecht
- Champion d'Autriche en 2003 et 2006 avec le FK Austria Vienne
- Vainqueur de la Coupe d'Autriche en 2003, 2005 et 2006 avec le FK Austria Vienne
- Vainqueur de la Supercoupe d'Autriche en 2003 et 2004 avec le FK Austria Vienne